# 日本の専門職大学一覧
日本の専門職大学一覧は、日本の専門職大学の一覧。

## 公立専門職大学
| 大学                       | 学部               | 学科                        | 設置年 | 授与される学位         |
| -------------------------- | ------------------ | --------------------------- | ------ | ---------------------- |
| 静岡県立農林環境専門職大学 | 生産環境経営学部   | 生産環境経営学科            | 2020年 | 農林業学士（専門職）   |
| 芸術文化観光専門職大学     | 芸術文化・観光学部 | 芸術文化・観光学科          | 2021年 | 芸術文化学士（専門職） |
| 芸術文化観光専門職大学     | 芸術文化・観光学部 | 芸術文化・観光学科          | 2021年 | 観光学士（専門職）     |
| 東北農林専門職大学         | 農林業経営学部     | 農業経営学科 森林業経営学科 | 2024年 | 農業学士（専門職）     |
| 東北農林専門職大学         | 農林業経営学部     | 農業経営学科 森林業経営学科 | 2024年 | 森林業学士（専門職）   |

- 「設置年」は学科を設置した年を記載している。
- 学科内でも学生ごとに異なる学位が授与される場合があるため、同一の学科でも「授与される学位」が複数記載されている場合がある。
- 記載順序は文部科学省が公表した「専門職大学等一覧」に準じている[3]。

## 私立専門職大学
| 大学                               | 学部                           | 学科                                           | 設置年 | 授与される学位                                     |
| ---------------------------------- | ------------------------------ | ---------------------------------------------- | ------ | -------------------------------------------------- |
| 電動モビリティシステム専門職大学   | 電気自動車システム工学部       | 電気自動車システム工学科                       | 2023年 | 電気自動車システム工学士（専門職）                 |
| 東京情報デザイン専門職大学         | 情報デザイン学部               | 情報デザイン学科                               | 2023年 | 情報学士（専門職）                                 |
| グローバルBiz専門職大学            | グローバルビジネス学部         | グローバルビジネス学科                         | 2023年 | グローバルビジネス学士（専門職）                   |
| ビューティ&ウェルネス専門職大学    | ビューティ&ウェルネス学部      | ビューティ&ウェルネス学科                      | 2023年 | ビューティ&ウェルネス学士（専門職）                |
| アール医療専門職大学               | リハビリテーション学部         | 理学療法学科                                   | 2022年 | 理学療法学士（専門職）                             |
| アール医療専門職大学               | リハビリテーション学部         | 作業療法学科                                   | 2022年 | 作業療法学士（専門職）                             |
| 国際ファッション専門職大学         | 国際ファッション学部           | ファッションクリエイション学科                 | 2019年 | ファッションクリエイション学士（専門職）           |
| 国際ファッション専門職大学         | 国際ファッション学部           | ファッションビジネス学科                       | 2019年 | ファッションビジネス学士（専門職）                 |
| 国際ファッション専門職大学         | 国際ファッション学部           | 大阪ファッションクリエイション・ビジネス学科   | 2019年 | ファッションクリエイション・ビジネス学士（専門職） |
| 国際ファッション専門職大学         | 国際ファッション学部           | 名古屋ファッションクリエイション・ビジネス学科 | 2019年 | ファッションクリエイション・ビジネス学士（専門職） |
| 情報経営イノベーション専門職大学   | 情報経営イノベーション学部     | 情報経営イノベーション学科                     | 2020年 | 情報経営イノベーション学士（専門職）               |
| 東京国際工科専門職大学             | 工科学部                       | 情報工学科                                     | 2020年 | 情報工学士（専門職）                               |
| 東京国際工科専門職大学             | 工科学部                       | デジタルエンタテインメント学科                 | 2020年 | デジタルエンタテインメント学士（専門職）           |
| 東京保健医療専門職大学             | リハビリテーション学部         | 理学療法学科                                   | 2020年 | 理学療法学士（専門職）                             |
| 東京保健医療専門職大学             | リハビリテーション学部         | 作業療法学科                                   | 2020年 | 作業療法学士（専門職）                             |
| 開志専門職大学                     | 事業創造学部                   | 事業創造学科                                   | 2020年 | 事業創造学士（専門職）                             |
| 開志専門職大学                     | 情報学部                       | 情報学科                                       | 2020年 | 情報学士（専門職）                                 |
| 開志専門職大学                     | アニメ・マンガ学部             | アニメ・マンガ学科                             | 2021年 | アニメ・マンガ学士（専門職）                       |
| かなざわ食マネジメント専門職大学   | フードサービスマネジメント学部 | フードサービスマネジメント学科                 | 2021年 | フードサービスマネジメント学士（専門職）           |
| 名古屋国際工科専門職大学           | 工科学部                       | 情報工学科                                     | 2021年 | 情報工学士（専門職）                               |
| 名古屋国際工科専門職大学           | 工科学部                       | デジタルエンタテインメント学科                 | 2021年 | デジタルエンタテインメント学士（専門職）           |
| びわこリハビリテーション専門職大学 | リハビリテーション学部         | 理学療法学科                                   | 2020年 | 理学療法学士（専門職）                             |
| びわこリハビリテーション専門職大学 | リハビリテーション学部         | 作業療法学科                                   | 2020年 | 作業療法学士（専門職）                             |
| 大阪国際工科専門職大学             | 工科学部                       | 情報工学科                                     | 2021年 | 情報工学士（専門職）                               |
| 大阪国際工科専門職大学             | 工科学部                       | デジタルエンタテインメント学科                 | 2021年 | デジタルエンタテインメント学士（専門職）           |
| 和歌山リハビリテーション専門職大学 | 健康科学部                     | リハビリテーション学科                         | 2021年 | 理学療法学士（専門職）                             |
| 和歌山リハビリテーション専門職大学 | 健康科学部                     | リハビリテーション学科                         | 2021年 | 作業療法学士（専門職）                             |
| 岡山医療専門職大学                 | 健康科学部                     | 理学療法学科                                   | 2020年 | 理学療法学士（専門職）                             |
| 岡山医療専門職大学                 | 健康科学部                     | 作業療法学科                                   | 2020年 | 作業療法学士（専門職）                             |
| 高知リハビリテーション専門職大学   | リハビリテーション学部         | リハビリテーション学科                         | 2019年 | 理学療法学士（専門職）                             |
| 高知リハビリテーション専門職大学   | リハビリテーション学部         | リハビリテーション学科                         | 2019年 | 作業療法学士（専門職）                             |
| 高知リハビリテーション専門職大学   | リハビリテーション学部         | リハビリテーション学科                         | 2019年 | 言語聴覚学士（専門職）                             |

- 「設置年」は学科を設置した年であるため、同一の大学でも学科ごとに異なっている。
- 学科内でも学生ごとに異なる学位が授与される場合があるため、同一の学科でも「授与される学位」が複数記載されている場合がある。
- 記載順序は文部科学省が公表した「専門職大学等一覧」に準じている[3]。

## 通常の私立大学に設置された専門職学科の一覧
| 大学           | 学部             | 学科           | 設置年 | 授与される学位     |
| -------------- | ---------------- | -------------- | ------ | ------------------ |
| 名古屋産業大学 | 現代ビジネス学部 | 経営専門職学科 | 2021年 | 学士（経営専門職） |

- 「設置年」は学科を設置した年を記載している。
- 上記の大学には通常の学科も存在するが、この表では専門職学科のみ記載した。
- 記載順序は文部科学省が公表した「専門職大学等一覧」に準じている[3]。